# Степное (Русско-Полянский район)
Степное — деревня в Русско-Полянском районе Омской области России. Входит в состав Сибирского сельского поселения.

## География
Деревня находится юго-восточной части Омской области, в степной зоне, в пределах Ишимской равнины, на расстоянии примерно 32 километров (по прямой) к востоку от посёлка городского типа Русская Поляна, административного центра района. Абсолютная высота — 108 метров над уровнем моря.

### Часовой пояс
Деревня Степное, как и вся Омская область, находится в часовой зоне МСК+3. Смещение применяемого времени относительно UTC составляет +6:00.

## Население
| 2010 |
| ---- |
| 226  |

Половой состав
По данным Всероссийской переписи населения 2010 года в гендерной структуре населения мужчины составляли 47,3 %, женщины — соответственно 52,7 %.
Национальный состав
Согласно результатам переписи 2002 года, в национальной структуре населения казахи составляли 86 % из 357 чел.

## Улицы
Уличная сеть деревни состоит из четырёх улиц.